# Parti libéral (Afrique du Sud)
Pour les articles homonymes, voir Parti libéral.
Le parti libéral d'Afrique du Sud (Liberal Party of South Africa) était un parti politique sud-africain fondé en 1953 et  dissous en 1968.

## Origines
Le parti libéral (LP) fut fondé le 9 mai 1953 par les membres de l'association libérale sud-africaine réunie au Cap, convaincus que le Parti uni, la principale formation politique parlementaire d'opposition, n'était plus capable de porter les valeurs progressistes et libérales en Afrique du Sud. 
Opposé à la politique d'apartheid menée par le gouvernement sud-africain, le parti libéral fut notamment créé à l'occasion d'une crise politique, constitutionnelle et judiciaire concernant le retrait des métis des listes électorales communes de la province du Cap.

### Organigramme
- Margaret Ballinger - Présidente et député
- Alan Paton - Vice-président
- Leo Marquard - Vice-président
- Oscar Wolheim - Secrétaire national
- Peter Brown (en) - Secrétaire national
- Leslie Rubin - Secrétaire national et sénateur

## Historique
Le LP fut fondé peu de temps après la deuxième victoire consécutive du parti national aux élections générales. Il est constitué par des dissidents du parti uni qui ne croient plus en la capacité de mobilisation de l'ancien parti de Jan Smuts. 

Lors de sa constitution, le parti libéral s'installe comme un parti blanc de la vieille tradition libérale du Cap du XIXe siècle. Il est opposé à l'extension d'un droit de suffrage sans restriction aux populations de couleurs et lui préfère un droit de vote sélectif pour les individus éduqués et propriétaires, condamne les actions de désobéissance civile et souhaite une déségrégation progressive de la société. Tout autant opposé à l'apartheid qu'au communisme, et même si le parti est tiraillé entre une aile conservatrice et une aile progressiste inclinée à établir à des contacts avec l'ANC, le parti libéral est aussi favorable à la présence d'un État occidental en Afrique du Sud et croit en la mission civilisatrice des européens en Afrique.
Son but est d'abord de prendre racine dans le corps électoral blanc afin de provoquer une alternance politique et une alternative avec le parti uni et le parti national. En terme électoral, le parti libéral peine cependant à décoller et concentre ses suffrages sur les grandes zones urbaines du Cap, de Durban, de Pietermaritzburg et de Johannesburg où il concurrence davantage le parti uni que le parti national.
Après 1959, le LP est débordé sur sa gauche par le parti progressiste, issu d'une dissidence du parti uni. Après le massacre de Sharpeville en 1960, le LP se radicalise sous l'influence de sa branche sociale-démocrate du Natal et apporte son soutien à l'établissement d'une démocratie non raciale en Afrique du Sud sous le principe « un homme une voix » (suffrage universel). Il s'ouvre aux autres races du pays, soutient des candidats libéraux noirs lors des élections générales dans le bantoustan du Transkei et apporte un soutien actif aux paysans noirs des zones rurales du Natal.
En 1968, après l'adoption de la loi interdisant les partis politiques multiraciaux (Prohibition of Improper Interference Act), le LP préfère se dissoudre lors de son dernier congrès à Durban plutôt que de rejoindre la clandestinité.